# سرتینا

سرتینا (به انگلیسی: Certina) برند ساعت‌های لوکس سوئیسی می‌باشد که در سال 1888 میلادی توسط دو برادر، آدولف و آلفرد کرث (Adolf and Alfred Kurth)، در شهر گرانشان واقع در ایالت سولوتورن کشور سوئیس تاسیس شد. 
این شرکت هم‌اکنون یکی از زیرمجموعه‌های گروه سواچ بوده و ساختمان اصلی آن نیز در شهر لو لوکل سوئیس واقع است.
واژه سرتینا از ریشه لاتین "certus" به معنی "قابل اطمینان" برگرفته شده است. 
سرتینا به اطمینان بالا، نوآوری و دقت در ساعت‌های خود مشهور است.
در حال حاضر عرضه محصولات سرتینا بنا به سیاست‌گذاری گروه سواچ محدود به آسیا و اروپا است.

## تاریخچه برند[۱]
- در سال 1959، سرتینا کانسپت DS خود (مخفف Double Security) را معرفی نمود که امکان مقاومت در برابر شوک، به خصوص در ساعت‌های اتوماتیک و افزایش مقاومت در برابر آب تا عمق 200 متری را فراهم ساخته است. در همان سال، سرتینا نماد لاک‌پشت را به منظور نمادی از استحکام و مقاومت بالا در برابر آب و شوک مکانیکی، برای محصولات خود برگزید که در پشت قاب ساعت‌هایش نمایان است.
- در سال 1960، سرتینا توانست در نخستین صعود بین‌المللی موفق به هیمالیا (واقع در ارتفاع 8,167 متری) در غرب کشور نپال بر تمامی چالش‌ها غلبه کند.
- در سال 1969، ساعت غواصی DS-2 Super PH500M توسط چهار دانشمند که به مدت دو ماه در زیر اقیانوس اقامت داشتند، در آزمایشی که زیر نظر ناسا انجام گرفت با موفقیت به کارگرفته شد.
- در 1970، ساعت DS-2 Chronolympic در ماجراجویی‌ای که توسط ورزشکارانی ژاپنی به قله اورست صورت گرفت، از شرایط دشوار جوی و آب و هوایی به سربلندی بیرون آمد.
- در 1971، ساعت Biostar به عنوان اولین ساعت با قابلیت نمایش بیوریتمِ (زیست‌آهنگِ) روزانه‌ بدن افراد عرضه شد.
- در 1976، ساعت DS DiaMaster به عنوان ساعتی فوق مقاوم و ضدخش بر مچ بوکسور مشهور آمریکایی، محمدعلی کلی دیده شد.

- در 1983، سرتینا به گروه ساعت‌سازی SMH پیوست که بعدها به گروه سواچ تغییر نام داد.
- در سال 2017، سرتینا با معرفی ساعت‌های دارای عنوان PRECIDRIVE، دقتی بی‌نظیر (تغییر در حدود ۱۰± ثانیه در سال) در ساعت‌های خود ارائه نمود.
- سرتینا از سال 2017 حامی برنامه‌های حفاظت از لاک‌پشت‌های دریایی بوده است.

## کالکشن‌های سرتینا
Sport Collection
- DS-2
- DS Eagle
- DS Multi-8
- DS Podium
- DS Sport

Aqua Collection
- DS Action
- DS Action Diver
- DS First

Urban Collection
- DS-4
- DS-8 Chronograph Moon Phase
- DS Dream
- DS Prime
- DS Stella

Heritage Collection
- DS Caimano
- DS Powermatic 80
- DS-1

## اسپانسر مسابقات ورزشی
- در سال 2002، سرتینا زماندار مسابقات off-road بود و بر مچ راننده رالی مشهور و قهرمان جهان، Colin McRae، دیده شد.
- در سال 2005، سرتینا به عنوان اسپانسر رسمی تیم فرمول یک Sauber Petronas در کنار این تیم حضور داشت و ساعت‌های سری DS-Podium را به همین جهت عرضه نمود.
- سرتینا همچنین حامی Thomas Lüthi، موتورسوار دارای مقام جهانی در کلاس 125cc بود.
- در سال 2015، سرتینا حامی تیم رالی جهانی ابوظبی در مسابقات رالی بود.

## بازه قیمتی محصولات
در حال‌ حاضر ساعت‌های اتوماتیک (مکانیکال) سرتینا در بازه قیمتی 600 تا 2000 فرانک سوئیس و همچنین ساعت‌های دارای موتور کوارتزِ کرونومتر با گواهی رسمیِ (COSC) این برند با دقتی کم‌نظیر در بازه قیمتی 400 تا 1400 فرانک عرضه می‌گردند.